# Rhinophantia tunesiaca
Rhinophantia tunesiaca är en insektsart som beskrevs av Dlabola 1983. Rhinophantia tunesiaca ingår i släktet Rhinophantia och familjen Flatidae. Inga underarter finns listade i Catalogue of Life.